# Dérive génétique
La dérive génétique est l'évolution d'une population ou d'une espèce causée par des événements aléatoires, impossibles à prévoir. Du point de vue génétique, c'est la modification de la fréquence d'un allèle, ou d'un génotype, au sein d'une population, indépendamment des mutations, de la sélection naturelle et des migrations. La dérive génétique est causée par des événements aléatoires et imprévisibles, comme le hasard des rencontres des spermatozoïdes et des ovules. La théorie de la dérive génétique a été établie par Motoo Kimura en 1968.
Les effets de la dérive génétique sont d'autant plus importants que la population est plus petite, car les écarts observés par rapport aux fréquences alléliques y seront d'autant plus perceptibles. Cette situation peut se produire au moment de l'apparition d'une espèce, ou après un goulot d'étranglement (quand une grande partie d'une espèce a disparu, à la suite de phénomènes épidémiques ou d'une crise climatique ou d'une catastrophe par exemple). Elle peut aussi survenir dans une situation d'insularisation écologique vraie (insularisation causée par une montée de la mer) ou due à la fragmentation écologique.
La dérive génétique concerne tous les allèles même si l'impact sur les allèles neutres (c’est-à-dire qui ne confèrent ni avantages ni inconvénients) est plus important. Malgré tout un allèle favorable peut disparaitre ou un allèle défavorable se fixer dans une population par dérive, ce qui est fréquent pour des populations aux tailles très réduites.

## Principe
Dans le cadre d'une reproduction sexuée, un individu qui ne se reproduit qu'une seule fois ne va transmettre à ses descendants que la moitié de ses allèles. C'est au cours du brassage génétique aléatoire, lors de la méiose que vont être transmis certains allèles et pas d'autres. Pour qu'un individu puisse transmettre à coup sûr la totalité de ses allèles, il faudrait que le nombre de descendants tende vers l'infini.
En conséquence, dans toute population, il est statistiquement inévitable que certains allèles (chacune des variantes d'un même gène) ne soient transmis par aucun adulte à leur descendance. De plus, certains individus n'ont pas de descendance du tout. Le nombre des allèles (la variabilité génétique) se réduit donc. Parmi les allèles « survivants », certains vont voir leur fréquence originelle diminuer ou au contraire augmenter.
C'est pour cette raison que le principe de Hardy-Weinberg repose, entre autres, sur l'hypothèse d'une taille infinie de population. Dans une population de taille infinie, les fréquences génotypiques observées seront égales à leur espérance, puisque l'écart potentiel des tirages aux fréquences alléliques (variance) est d'autant plus grand que la population est petite (par exemple à la suite d’une forte mortalité ou lors de la fondation d’une nouvelle population).

## Effet fondateur

Illustration de l'effet fondateur: les populations pionnières ne sont pas le reflet exact de la population de départ.

La population de la région québécoise du Saguenay–Lac-Saint-Jean a une particularité : elle présente certaines maladies génétiques avec des fréquences beaucoup plus élevées que dans d'autres régions. Ces maladies sont, par exemple, l'ataxie spastique, le syndrome d'Andermann ou la dystrophie myotonique. Dans cette région, on compte 189 cas de dystrophie myotonique sur 100 000 habitants contre 4 sur 100 000 en Europe. Cela s'explique, entre autres, par un effet fondateur:
Au XVIIe siècle, quelques milliers d'individus colonisent la région, qui aujourd'hui compte 300 000 habitants. Il faut comprendre qu'à la suite de ce début de colonisation, peu de colons sont venus s'ajouter au groupe fondateur qui s'est alors reproduit durant un certain nombre d'années sans apport extérieur (encore aujourd'hui, peu de gens viennent s'installer dans cette région par manque d'emploi et elle subit même un exode partiel de sa population plus jeune)[réf. nécessaire]. L'étude des généalogies a prouvé que chacune des maladies n'a été introduite que par un seul pionnier. C'est le hasard qui a fait qu'un pionnier porteur de l'allèle malade se trouva dans la population fondatrice. Dans le cas de la dystrophie myotonique, l'écart du nombre de cas est dû à une fréquence supérieure à la normale de l'allèle de la maladie au sein d'une très petite population colonisatrice ayant quitté la Vendée et la Charente-Maritime, en France pour s'établir au Québec.
Lorsqu'un nombre réduit d'individus se sépare d'une population plus vaste, pour aller coloniser une île ou un nouveau milieu, ces individus ne vont « emporter » qu'un échantillon d'allèles du pool d'allèles de la population mère, et ce, de manière que l'on suppose aléatoire. La nouvelle population peut donc présenter des fréquences génotypiques fort différentes de la population initiale. Cet écart peut changer radicalement le profil (allélique, génotypique et phénotypique) de la population fondatrice, par rapport à la population initiale.
Un autre exemple concerne une petite colonie britannique de 15 personnes de Tristan da Cunha, un archipel au milieu de l'Atlantique. En effet, une personne a apporté en elle l'allèle récessif de la rétinopathie pigmentaire. La population étant petite, la fréquence de cet allèle est beaucoup plus grande dans l'archipel que dans les populations d'origines des colons.

## Effet fondateur etspéciation
L'effet fondateur peut, s'il conduit à un isolement reproducteur, c'est-à-dire la cessation d'échange de versions géniques entre l'ensemble des individus de l'espèce, aboutir à une spéciation. L'effet fondateur est donc un des facteurs de la spéciation allopatrique (avec la sélection naturelle).

## Dérive génétique et érosion de la biodiversité

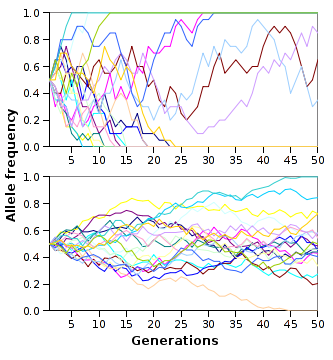
Simulation d'une dérive génétique de 20 allèles non liés d'une population de 10 individus (en haut) et 100 individus (en bas). Ceci montre que les variations génétiques sont nombreuses dans le temps. Cette simulation montre également que plus la population est grande, plus les allèles ont de chances de perdurer.

Dans les simulations numériques ci-contre, avec une population de 10 individus, sur les 20 essais :
- 12 essais aboutissent à une disparition de l'allèle (la fréquence atteint 0) ;
- 5 essais mènent à une « fixation » de l'allèle qui remplace les autres allèles (la fréquence atteint la valeur maximum 1) ;
- dans les 3 autres essais tous les allèles sont conservés.

Dans la majorité des cas (17 sur 20 cas), la dérive génétique aboutit donc à une baisse de la diversité génétique ce qui n'est pas favorable à l'adaptation des espèces à un changement du milieu.
Dans une population plus grande (100 individus), un allèle ne se fixe que dans 2 cas sur 20 seulement. On peut en conclure que, plus une population est petite, et plus les effets de la dérive génétique sont importants, et plus la diversité génétique dans la population sera menacée.
La dérive génétique et la perte de diversité génétique sont des phénomènes naturels, mais ils peuvent être amplifiés par des pratiques artificielles, aboutissant à la réduction des effectifs, par la prédation (chasse) ou une fragmentation du paysage (déforestation, utilisation agricole) ; ou encore la dépression de consanguinité, notamment par effet Allee qui ont pour conséquence de réduire l'effectif de certaines espèces : orang-outang, tigre, Centaurea corymbosa…
En effet, l'arrivée d'un nouveau parasite par exemple peut être « supportée » par une population si elle est assez vaste, car il y aura une sélection naturelle des génotypes résistants. Si la population est trop petite, la probabilité qu'il existe un allèle adapté au nouveau facteur de l'environnement est faible. Le risque d'extinction de l'espèce sera important. C'est pourquoi il est nécessaire de maintenir les espèces à l'état sauvage avec des effectifs significatifs, afin d'empêcher les effets délétères de la dérive génétique.